# Sorex merriami
Sorex merriami är en däggdjursart som beskrevs av George Edward Dobson 1890. Sorex merriami ingår i släktet Sorex, och familjen näbbmöss. IUCN kategoriserar arten globalt som livskraftig. Inga underarter finns listade.

## Utseende
Individerna når en kroppslängd av 88 till 107 mm inklusive den 33 till 42 mm långa svansen. Sommarpälsen är gråbrun på ryggen och pälsen blir ljusare fram till den nästan vita buken. Under vintern är pälsen på ovansidan ljusbrun och den blir likaså ljusare fram till buken. Även svansen har en mörk ovansida och en ljus undersida. Denna näbbmus väger bara cirka 6 gram.

## Utbredning och habitat
Arten förekommer i västra USA från västra North Dakota och västra Nebraska till östra Kalifornien. Habitatet utgörs av prärien och andra gräsmarker, samt buskskogar och mindre trädansamlingar. Sorex merriami lever i områden som är torrare än utbredningsområdena av andra arter i samma släkte.

## Ekologi
Denna näbbmus använder underjordiska bon som skapades av andra djur, till exempel sorkar. Den äter insekter och deras larver samt spindlar. Fortplantningen sker under de varma månaderna. Dräktiga honor observerades tidigast i mars och fram till oktober hittas ungar som diar sin mor.